# Grañén
Grañén (aragónul Granyén) település Spanyolországban, Huesca tartományban. Grañén Almuniente, Alcubierre, Barbués, Albero Bajo, Piracés, Tramaced, Sesa, Huerto, Lalueza, Poleñino és Robres községekkel határos. Lakosainak száma 1696 fő (2024).

## Népesség
A település népessége az utóbbi években az alábbiak szerint változott:
| Lakosok száma | 1968 | 1999 | 2009 | 2038 | 1988 | 1902 | 1804 | 1762 | 1740 | 1696 |
|               | 2001 | 2004 | 2006 | 2009 | 2011 | 2014 | 2016 | 2019 | 2021 | 2024 |